# La Roue Tourangelle 2025
De Franse wielerwedstrijd La Roue Tourangelle kende op 30 maart 2025 een 23e editie. De Franse sprinter Jason Tesson won de vorige editie, zijn opvolger werd na vierenhalve uur koers de Noor Erlend Blikra. De wedstrijd was onderdeel van de UCI Europe Tour en de Coupe de France, waar het als vierde wedstrijd werd verreden.

## Uitslag
| Plaats  | Naam              | Ploeg                             | tijd     |
| ------- | ----------------- | --------------------------------- | -------- |
| Winnaar | Erlend Blikra     | Uno-X Mobility                    | 4u37'54" |
| 2       | Bryan Coquard     | Cofidis                           | z.t.     |
| 3       | Gerben Thijssen   | Intermarché-Wanty                 | z.t.     |
| 4       | Clément Venturini | Arkéa-B&B Hotels                  | z.t.     |
| 5       | Jenthe Biermans   | Arkéa-B&B Hotels                  | z.t.     |
| 6       | Francisco Galván  | Equipo Kern Pharma                | z.t.     |
| 7       | Florian Dauphin   | Team TotalEnergies                | z.t.     |
| 8       | Dillon Corkery    | St Michel-Preference Home-Auber93 | z.t.     |
| 9       | Stian Fredheim    | Uno-X Mobility                    | z.t.     |
| 10      | Eddy Le Huitouze  | Groupama-FDJ                      | z.t.     |

2002 · 2003 · 2004 · 2005 · 2006 · 2007 · 2008 · 2009 · 2010 · 2011 · 2012 · 2013 · 2014 · 2015 · 2016 · 2017 · 2018 · 2019 · 2020 · 2021 · 2022 · 2023 · 2024 · 2025